# Karolina Bielawska
Karolina Bielawska (Łódź, 11 aprile 1999) è una modella polacca.
È stata incoronata Miss Mondo 2021 ed è la seconda polacca a vincere tale competizione, dopo  Aneta Kręglicka che ha vinto il concorso nel 1989. In precedenza è stata incoronata Miss Mondo Polonia 2019.